# 농상공학교
농상공학교(農商工學校)는 1899년 설립된 상공학교가 기원으로, 1904년 농과를 추가하여 개편한 학교이다. 서울대학교의 전신 중 하나이다. 농과는 1906년 농림학교로 분리된 뒤 1907년 수원으로 옮겨 수원농림학교가 되었다. 공과는 1907년 공업전습소가 되었다. 상과는 1907년 동양협회전문학교 경성분교로 개편되었다.